# Vääränlampi
Vääränlampi eller Vääräjärvi är en sjö i Finland. Den ligger i kommunen Taivalkoski i landskapet Norra Österbotten, i den centrala delen av landet, 600 km norr om huvudstaden Helsingfors. Vääräjärvi ligger 250,1 meter över havet. Arean är 22,6 hektar och strandlinjen är 2,52 kilometer lång. Sjön  ingår i Ijo älvs huvudavrinningsområde. 